# 三次市立十日市小学校
三次市立十日市小学校（みよししりつ とおかいちしょうがっこう）は、広島県三次市十日市中四丁目にある市立小学校。

## 概要
通称十日市小。児童数は675名（2015年4月現在）。周辺には三次市立十日市中学校や十日市保育園、十日市幼稚園など、教育施設が集中している。
十日市中学校区である近隣の小学校とともに小中一貫教育を推進している。

## 沿革

### 経緯
1874年、上本町の真言宗萬福寺の堂宇にて十日市小学校として設置された。1887年に上原小学校、下原小学校の二校を廃止して本校へ統合、十日市尋常小学校とした。1891年に、村の名前に合わせる形で原尋常小学校と改称したが、1917年に原村が町制移行する際に十日市町となったため、町名に合わせ再び十日市尋常小学校となった。1932年に現在地に移転。1941年には国民学校令により十日市国民学校となり、戦後の学制改革により1947年に十日市町立十日市小学校と改称した。1954年に十日市町が三次町をはじめとする周辺の町村とともに三次市へと市制移行したことから、現在の校名である三次市立十日市小学校に改称した。
1952年に全児童を対象に完全給食を開始し、PTAによる製パン工場が1958年に完成し給食に導入した。これらの働きが評価され、1959年には文部大臣より学校給食優良校として表彰を受けた。その後もパン工場を拡張するなど給食の質の向上を積極的に行っていた。このパン工場は1991年に閉鎖している。

### 年表
- 1874年（明治7年）5月 - 上本町（現在の十日市西周辺）真言宗萬福寺の堂宇にて十日市小学校として創立。
- 1887年（明治20年）
  - 4月 - 上原小学校、下原小学校を本校へ統合し十日市尋常小学校と改称。同時に巴簡易小学校を併設。
  - 9月 - 巴簡易小学校を廃止。
- 1890年（明治23年）4月 - 下原分教場を設置。
- 1891年（明治24年）4月 - 原尋常小学校と改称。下原分教場を廃止。
- 1896年（明治29年）9月27日 - 校舎竣工。竣工式挙行。
- 1901年（明治34年）11月 - 裁縫科設置の認可を受ける。
- 1906年（明治39年）4月20日 - 唱歌科設置の認可を受ける。
- 1917年（大正6年）5月1日 - 原村が双三郡十日市町に移行。それに伴い十日市尋常小学校と改称。
- 1932年（昭和7年）12月16日 - 現在地に新校舎落成。
- 1933年（昭和8年）7月4日 - 学校給食を開始。
- 1941年（昭和16年）4月1日 - 十日市国民学校に改称。
- 1947年（昭和22年）4月1日 - 十日市町立十日市小学校と改称。
- 1952年（昭和27年）10月30日 - 全児童に完全給食を実施。
- 1954年（昭和29年）3月31日 - 三次市への市制移行に伴い三次市立十日市小学校と改称。
- 1958年（昭和33年）9月25日 - 本校のPTAによる製パン工場が完成。翌日より自校製パンによる給食を開始。
- 1959年（昭和34年）11月26日 - 学校給食優良校として文部大臣より表彰。
- 1961年（昭和41年）7月21日 - 三次市市営プールが本校・十日市中学校の両校に移管される。

## 学校行事
| - 4月 - 始業式、入学式 - 5月 - 町民運動会、運動会 - 6月 - 交響コンサート（3、4年生） | - 7月 - 終業式 - 8月 - 野外活動（5年生） - 9月 - 始業式、修学旅行 | - 10月 - こども音楽交流会 - 11月 - 文化祭 - 12月 - 終業式 | - 1月 - 始業式 - 2月 - 3月 - 卒業証書授与式、修了式 |

## 通学区域
- 三次市
  - 十日市町
  - 十日市中
  - 十日市西
  - 十日市東
  - 十日市南

## 進学先中学校
- 三次市立十日市中学校

## 学区内の主な施設
学区は三次市の市街地に当たる。
- 十日市幼稚園
- 三次清心幼稚園
- 三次中央幼稚園
- 十日市保育園
- 三次市立十日市中学校
- 三次市役所
- 三次警察署
- JR芸備線三次駅
- JR芸備線西三次駅

## 交通
- JR芸備線三次駅より徒歩10分。
- 三次市市街地循環バスを利用する場合、「JA三次」下車後、徒歩5分。

## 出身者
- 福岡誠志（三次市長）
- 岸田裕子（岸田文雄首相夫人）[3]
- 二岡智宏（元プロ野球選手。福原忍と同級生）[4]
- 福原忍（元プロ野球選手。二岡智宏と同級生）[4]